# Albert Corbeel
Albert Corbeel, né le 7 décembre 1929, est footballeur international belge actif durant les années 1940 et 1950. Il joue durant toute sa carrière au FC malinois, remportant un titre de champion de Belgique.

## Carrière
Albert Corbeel fait ses débuts avec l'équipe première du FC malinois en 1947. Dès sa première saison, il s'impose dans le onze de base de l'équipe en tant qu'extérieur gauche. Il dispute 25 rencontres et inscrit 14 buts durant la saison et forme avec Albert De Cleyn et Victor Lemberechts un trio d'attaque redoutable qui mène le club au titre de champion de Belgique 1948, le troisième titre en cinq ans pour Malines. Il poursuit sur sa lancée les saisons suivantes, inscrivant 16 buts en 1950, 18 buts en 1951 et à nouveau 16 buts en 1954. 
Ses bonnes performances lui valent d'être appelé en équipe nationale belge en novembre 1953 pour disputer une rencontre amicale mais il reste sur le banc durant toute la rencontre. Après être passé à un point d'un nouveau titre de champion national en 1954, le club vit une saison difficile deux ans plus tard et termine à la dernière place, synonyme de descente en Division 2.
Albert Corbeel reste fidèle à ses couleurs mais ne parvient pas à remonter directement. Il prend alors sa retraite sportive en 1957.

## Statistiques
| Saison                | Club                  | Championnat           | Championnat | Championnat | Coupe(s) nationale(s) | Coupe(s) nationale(s) | Total | Total |
| Saison                | Club                  | Division              | M.          | B.          | M.                    | B.                    | M.    | B.    |
| 1947-1948             | FC malinois           | Division 1            | 25          | 14          | 0                     | 0                     | 25    | 14    |
| 1948-1949             | FC malinois           | Division 1            | 18          | 10          | 0                     | 0                     | 18    | 10    |
| 1949-1950             | FC malinois           | Division 1            | 25          | 16          | 0                     | 0                     | 25    | 16    |
| 1950-1951             | FC malinois           | Division 1            | 27          | 18          | 0                     | 0                     | 27    | 18    |
| 1951-1952             | FC malinois           | Division 1            | 25          | 7           | 0                     | 0                     | 25    | 7     |
| 1952-1953             | FC malinois           | Division 1            | 19          | 6           | 0                     | 0                     | 19    | 6     |
| 1953-1954             | FC malinois           | Division 1            | 22          | 17          | -                     | -                     | 22    | 17    |
| 1954-1955             | FC malinois           | Division 1            | 26          | 10          | -                     | -                     | 26    | 10    |
| 1955-1956             | FC malinois           | Division 1            | 22          | 3           | -                     | -                     | 22    | 3     |
| 1956-1957             | FC malinois           | Division 2            | 10          | 2           | 0                     | 0                     | 10    | 2     |
| Total sur la carrière | Total sur la carrière | Total sur la carrière | 219         | 103         | -                     | -                     | 219   | 103   |

## Palmarès
- 1 fois champion de Belgique en 1948 avec le FC malinois.

## Carrière internationale
Titulaire dès sa première saison chez les adultes, Albert Corbeel est appelé à sept reprises en équipe nationale juniors entre 1948 et 1950. Il compte une convocation en équipe nationale belge mais n'a jamais joué avec les « Diables Rouges ». Il est appelé le 22 novembre 1953 à l'occasion d'un match amical contre la Suisse.
Le tableau ci-dessous reprend toutes les sélections d'Albert Corbeel. Les matches non joués sont indiqués en italique. Le score de la Belgique est toujours indiqué en gras.
| Date       | Compétition  | Adversaire | Lieu   | Score | Remarque |
| ---------- | ------------ | ---------- | ------ | ----- | -------- |
| 22/11/1953 | Match amical | Suisse     | Zurich | 2-2   |          |